# Rhinura
Rhinura is een geslacht van vlinders van de familie spanners (Geometridae), uit de onderfamilie Larentiinae.

## Soorten
- R. cynossema Druce, 1893
- R. populonia Druce, 1893